# Rebeca Riofrio
Rebeca Riofrio es una empresaria británica conocida por sus importantes contribuciones a los campos de las artes, la moda, la educación y los medios de comunicación. Es fundadora de Art in Fusion, una productora de televisión, y directora y presidenta de la Sociedad Parlamentaria del Reino Unido para las Artes, la Moda y el Deporte.
También es Directora de Marketing de la Universidad Anglia Ruskin de Londres.

## Carrera profesional
Rebeca comenzó su carrera como "ojos" de Martha Gellhorn, una conocida novelista, escritora de viajes y corresponsal de guerra estadounidense, que lamentablemente experimentó un deterioro de la vista. Se vio influida por la cobertura que Martha Gellhorn y su marido Ernest Hemingway hicieron de la Guerra civil española.
También ha trabajado con Lamborghini, Ferrari y Dolce & Gabbana, así como con diseñadores de moda de todo el mundo en los ámbitos de la moda, el vídeo y la fotografía. Su experiencia como consultora de moda y marketing, directora comercial y responsable de campañas globales de marketing para marcas de lujo le ha valido varios premios en el sector.
Rebeca Riofrío también ha realizado importantes contribuciones al mundo de la producción cinematográfica. Ha sido invitada al Festival de Cannes durante los últimos diez años, con acreditación directa del Consejo Cinematográfico de Cannes. Tiene licencia para realizar entrevistas a famosos, directores de cine, productores y actores para su canal de televisión y otros medios de comunicación asociados. Además, Rebeca desempeñó un papel crucial en el desarrollo de una empresa educativa multimillonaria que recibió el Queen's Award for Business and Enterprise en 2006 y 2010. Su Majestad la Reina Isabel II y el Príncipe Felipe la honraron con este prestigioso reconocimiento en una recepción celebrada en el Palacio de Buckingham.
Como fundadora de Art in Fusion TV, Rebeca Riofrio ha llegado a una amplia audiencia de 6,1 millones de espectadores semanales a través de la difusión por cable, proporcionando contenidos a 35 países diferentes. El canal de televisión también ha establecido asociaciones con cinco revistas de renombre internacional que publican noticias en directo. En su calidad de miembro de la Sociedad Parlamentaria del Reino Unido para las artes, la moda y los deportes, Rebeca ha participado activamente en numerosas campañas mundiales contra la esclavitud humana moderna, la trata de seres humanos, la Conferencia de Protección de Mujeres Refugiadas, el acoso sexual institucional, el calentamiento global y la sostenibilidad. Su trabajo también abarca la organización de eventos en los sectores de las artes y la moda para el Reino Unido, incluida la Familia Real.
También supervisa la revista Parliament News Magazine, una publicación dirigida a un amplio público, incluidos miembros de la realeza, presidentes y primeros ministros.

## Premios
Rebeca recibió el premio Big Ben en la Cámara de los Lores del Palacio de Westminster, en reconocimiento a sus destacados logros y contribuciones al mundo de las artes, la moda, la educación y los medios de comunicación a lo largo de 23 años.
En febrero de 2020, el gobierno de Francia le concedió el Premio a la Excelencia por su labor filantrópica.
Además, en 2022/2023, recibió el Premio a la Empresaria Europea del Año, que le entregó la Vicepresidente de Bulgaria en la capital, y el Premio a la Mujer Creativa de Excelencia en mayo de 2023, en presencia de SAR la Princesa Miguel de Kent.